# Wilhelm Cramer
Wilhelm Cramer (Mannheim, Alemanya, 2 de juny, 1746 - Londres, Regne Unit, 5 d'octubre, 1799) fou un violinista i compositor alemany.
Fill de Jakob Cramer i pare de Johann Baptist i Franz. Dotat des de molt jove de gran talent i una disposició especial per la música, es presentà en públic el 1752, mereixent calorosos aplaudiments.
El 1772 es traslladà a Londres, on tingué una brillant acollida, fins al punt que, per retenir-lo a la cort, Jordi III l'anomenà director dels concerts de palau i de l'orquestra de l'Òpera. Deixà 12 trios per a dos violins i contrabaix, i vuit concerts i 12 solos per a violí.